# Raión de Trubchevsk
El raión de Trubchevsk (ruso: Трубче́вский райо́н) es un distrito administrativo y municipal (raión) ruso perteneciente a la óblast de Briansk. Se ubica en el sur de la óblast. Su capital es Trubchevsk.
En 2021, el raión tenía una población de 33 318 habitantes.
El raión es fronterizo al sur con Ucrania.

## Subdivisiones
Comprende la ciudad de Trubchevsk (la capital), el asentamiento de tipo urbano de Bélaya Beriozka y los asentamientos rurales de Gorodtsy, Selets, Semiachki, Telets, Usoj y Yúrovo. Estas ocho entidades locales suman un total de 124 localidades.